# Rehana Sultan
Pour les articles homonymes, voir Sultan (homonymie).
Rehana Sultan (née le 19 novembre 1950) est une actrice indienne.

## Biographie
Rehana Sultan fut une élève du Film and Television Institute of India de Pune.
Elle est essentiellement connue pour un de ses premiers films, Dastak, qui lui valut un National Film Award for Best Actress, et pour un rôle dans Chetna (en) qui, s'il changea le regard du cinéma hindi sur les travailleuses du sexe, la cantonna dans un genre de rôles, ce qui précipita la fin de sa carrière.
En 1985, elle fut nommée au Filmfare Award de la meilleure actrice dans un second rôle.

## Filmographie partielle
- 1970 : Dastak
- 1993 : La Roue

## Source de la traduction
- (en) Cet article est partiellement ou en totalité issu de l’article de Wikipédia en anglais intitulé « Rehana Sultan » (voir la liste des auteurs).